# 若生国栄
若生 国栄（わこう こくえい、1865年 - 1943年7月26日）は、日本の僧侶。高等中学林教授、曹洞宗円通寺第43世、永平寺監院などを歴任。号は形山。

## 来歴
慶応元年、摂津国川辺郡（現兵庫県）生まれ。加古川曹洞宗専門支学校、曹洞宗大学（現: 駒澤大学）卒業。漢学を三島中洲に学ぶ。高等中学林教授、台湾軍隊慰問使兼従軍布教使、韓国布教総監、丹波円通寺第43世、1915年に永平寺監院などを務める。
著書に『寒山詩講義』『禅学正門単刀直入』『活禅談: 通俗平易』など。

## 著書
- 「国会図書館サーチ>若生国栄」